# Tabaquismo
El tabaquismo es la adicción al consumo de tabaco. El tabaquismo es uno de los efectos del tabaco en la salud. El consumo habitual de tabaco produce diferentes enfermedades, como cáncer, enfermedades cardiovasculares y enfermedades respiratorias, es particularmente perjudicial durante el embarazo. El tabaquismo contribuye a un deterioro general de la salud y puede causar discapacidades.
La Organización Mundial de la Salud define al tabaquismo como una epidemia. Según datos de la OMS, el tabaco es la primera causa de invalidez y muerte prematura, y la primera causa de muerte evitable a nivel mundial. Más de 8 millones de personas fallecen cada año como consecuencia del tabaco, de las cuales 1,2 millones fallecen como resultado de la exposición al humo de segunda mano (fumadores pasivos).
Diversos estudios revelan que pocas personas comprenden los riesgos específicos para la salud que entraña el consumo de tabaco. Aquellos fumadores que entienden los riesgos del tabaco para la salud tienen más probabilidades de intentar dejar de fumar. El conocimiento sobre los hábitos de fumar disminuye las probabilidades de que las personas inicien en el hábito de fumar.
Las políticas públicas de salud que buscan disminuir la prevalencia del consumo del tabaco incluyen medidas como el control del tabaco, incluyendo prohibiciones de fumar en espacios públicos y el empaquetado neutro, junto con el desarrollo de programas profesionales de cesación tabáquica.
El tabaquismo requiere a menudo tratamiento medicinal, rehabilitación psicológica y re-educación social. El asesoramiento profesional, las terapias de cesación del tabaquismo y la medicación pueden duplicar con creces la probabilidad de que un fumador que desea abandonar el tabaco lo consiga y mejora el pronóstico del paciente de no experimentar recaídas a largo plazo. Sin embargo, a 2019, según la OMS, solamente 23 países ofrecían políticas completas de apoyo al abandono del tabaco; 116 países ofrecían algún tipo de apoyo en centros de salud con los costos total o parcialmente cubiertos, y 32 países ofrecían servicios de apoyo pero no cubrían su costo. No hay ningún tipo de asistencia para dejar de fumar en una cuarta parte de los países de bajos ingresos.

## Dependencia física de la nicotina
El tabaco es una sustancia adictiva, debido principalmente a su componente activo, la nicotina, que actúa sobre el sistema nervioso central. El fumador sufre una dependencia física y psicológica que genera un síndrome de abstinencia cuando el fumador no consume la sustancia. Esta enfermedad es lo que se denomina tabaquismo.

Comparación de los efectos negativos del tabaco con las otras 20 drogas más usuales (cuanto más a la derecha esté la droga, más daño producirá en el organismo, y cuando más arriba, más dependencia generará).

Existen diferentes tests desarrollados para medir la dependencia a la nicotina: el test de Fagerström, el índice de intensidad del tabaquismo o índice tabáquico (por sus siglas en inglés, HSI, Heavy Smoking Index), el cuestionario HONC (por sus siglas en inglés, Hooked On Nicotine Checklist), la escala del síndrome de dependencia a la nicotina (por sus siglas en inglés, NDSS), entre otros.

### Fumar compulsivamente
La expresión fumar un cigarrillo tras otro o en cadena se refiere a la práctica de fumar varios cigarrillos en sucesión, y la práctica consiste a veces en encender el siguiente con la colilla encendida del cigarrillo terminado. A menudo, el término fumador empedernido se refiere a una persona que fuma de forma constante, aunque sin encadenar necesariamente un cigarrillo detrás de otro. Se aplica principalmente a los cigarrillos, aunque también puede usarse para describir la acción de fumar cigarros y pipas de forma incesante o compulsiva. Es una forma común de adicción. Coloquialmente, se usan las expresiones: fumar como un carretero (España), fumar como escuerzo (Argentina), fumar como un condenado (Chile), fumar como chino en quiebra (Perú) o fumar como chacuaco (México), y a veces se compara a la persona con una chimenea.
Fumar compulsivamente es un ejemplo de comportamiento adictivo excesivo en el Manual diagnóstico y estadístico de los trastornos mentales. En México, se publicó, en el 2021, un decreto que prohíbe la importación y exportación de cigarros electrónicos y vapeadores.

## Efectos del tabaco sobre la salud
El tabaco puede provocar enfermedades del aparato respiratorio. Las patologías más frecuentes asociadas al tabaquismo son la bronquitis y el enfisema. Se trata de dos fenómenos esencialmente de tipo inflamatorio y destructivo, pero que pueden complicarse con lesiones obstructivas, de fibrosis alveolar e incluso de neumotórax. La nicotina tiene también un efecto directo sobre el sistema vascular, pudiendo producir gangrena como complicación de la enfermedad de Buerger. 
Por otra parte, se considera que el hábito del tabaquismo puede influir negativamente en la potencia sexual e infertilidad masculina.
El uso simultáneo del alcohol aumenta la carcinogenicidad del tabaco respecto al cáncer de cabeza y cuello. El tabaco es el responsable del diagnóstico de casi la totalidad de casos de enfermedad pulmonar obstructiva crónica (EPOC), de enfisema y de cáncer de pulmón. 
En ocasiones el tabaquismo contrarresta los malestares y el virus provocado por la gripe , apoyado de otros factores como maleabilidad molecular y viscosidad de placas. Esto no quiere decir que sea un remedio o una cura para ello

## Tendencias en el consumo
Según la OMS existen en el mundo más de 1250 millones de fumadores (2010), lo que representa aproximadamente un tercio de la población mayor de 15 años. Por sexos el 47 % de los hombres y un 11 % de las mujeres en este rango de edad consumen una media de 14 cigarrillos por día, lo que supone un total de 5827 billones de cigarrillos al año. El 74 % de todos los cigarrillos se consumen en países de bajo-medio nivel de ingresos (Banco Mundial) (hay que tener en cuenta que la mayor parte de la población mundial vive en países de bajo-medio nivel de ingresos). Tanto para hombres como para mujeres, el segmento de edad en la que fuma mayor proporción es el comprendido entre 30 y 49 años.
Las mayores prevalencias mundiales se encuentran en Vietnam, Chile, parte de África y República Dominicana en hombres (73, 68 y 66 %, respectivamente), mientras que Dinamarca y Noruega la presentan en la población femenina (37 y 36 % respectivamente).[cita requerida] Por su elevado volumen poblacional, China, India y Rusia son las que agrupan la mayor parte de fumadores del mundo.
En la Unión Europea existe una reducción progresiva del consumo, se mantiene la mayor prevalencia en hombres que en mujeres, excepto en Suecia, donde el consumo es algo mayor en mujeres (22 % hombres, 24 % mujeres). La mayor proporción de fumadores se encuentra en los países mediterráneos.[cita requerida] La prevalencia en España para mayores de 16 años (2003) es del 31 % de la población. Desde la Sociedad Española de Neumología y Cirugía Torácica (SEPAR) se hace especial hincapié en el carácter crónico del tabaquismo. El alto poder adictivo de las sustancias que contiene el tabaco disminuye exponencialmente las posibilidades de lograr mantener la abstinencia durante un tiempo prolongado tras una primera tentativa de abandono. El paciente tiende a desarrollar numerosas características propias de otras patologías no reversibles. La lucha contra la adicción al tabaco debe, pues, plantearse en un marco de acción a largo plazo. Se requiere una interacción estrecha entre los profesionales sanitarios y el fumador, siendo necesario actuar sobre determinados patrones educacionales, al mismo tiempo que se programa una terapia conductal adecuada y se lleva a cabo un seguimiento personalizado del enfermo. Si bien hasta el momento los profesionales sanitarios tendían a mostrarse reacios a la hora de asesorar a los pacientes sobre cuestiones de tabaquismo al considerar poco eficaz su labor en esta materia (la concienciación suele ser menor que en otras patologías crónicas como la diabetes o la hipertensión arterial), la situación tiende a revertirse.

## Iniciación de las personas en el tabaquismo
La mayoría de los fumadores comienzan a fumar durante la adolescencia o los primeros años de la edad adulta. Hay diversos factores asociados al inicio temprano en el tabaquismo. El consumo de tabaco tiene asociados elementos de riesgo y de rebeldía, que a menudo atraen a los jóvenes. La presencia de compañeros que fuman y los medios de comunicación con modelos de alto estatus asociados al tabaco también pueden alentar a fumar. También, algunos estudios muestran que el hábito de fumar también puede estar relacionado con depresión y ansiedad en los adolescentes. Debido a que los adolescentes están más influidos por sus compañeros que por los adultos, los intentos de los padres, las escuelas y los profesionales de la salud para evitar que las personas prueben cigarrillos a menudo no tienen éxito.
Los hijos de padres fumadores tienen más probabilidades de fumar que los niños con padres no fumadores. Así mismo, los hijos de padres que fuman tienen menos probabilidades de dejar de fumar. Un estudio comprobó que cuando alguno de los padres deja de fumar, los adolescentes suelen reducir el consumo, excepto cuando el otro progenitor continuaba fumando. Otro estudio probó la relación del tabaquismo adolescente con las reglas que regulan en qué lugares se permite fumar a los adultos en el hogar. Los resultados mostraron que las políticas restrictivas de fumar en el hogar se asociaron con una menor probabilidad de intentar fumar tanto para estudiantes de secundaria como de bachillerato.
La investigación conductual generalmente indica que los adolescentes comienzan sus hábitos de fumar debido a la presión de grupo y a la influencia cultural ejercida por los amigos. Sin embargo, también se encontró que la presión directa para fumar cigarrillos jugó un papel menos significativo en el tabaquismo entre los adolescentes, con los propios adolescentes percibiendo niveles bajos tanto de presión directa como de prohibición, para fumar o no cigarrillos. La simple exposición a vendedores u otros consumidores puede motivar el comportamiento de fumar en adultos. Un estudio similar sugirió que las relaciones personales pueden desempeñar un papel más activo para comenzar a fumar de lo que se pensaba anteriormente, y que también deben tenerse en cuenta procesos sociales distintos a los de la presión de grupo. Los resultados de otro estudio indicaron que la presión de los semejantes se asoció significativamente con el comportamiento de fumar en todas los grupos de edad y género, pero que los factores intrapersonales fueron significativamente más importantes para el comportamiento de fumar en las niñas de 12 a 13 años que en los niños de la misma edad. Dentro del grupo de edad de 14 a 15 años, la variable de la presión de grupo surgió como un predictor significativamente más importante del tabaquismo en las niñas que en los niños. Se debate si la presión de grupo o la libre elección es la causa mayor de tabaquismo en los adolescentes.

## Factores de riesgo

### Pacientes psiquiátricos
A pesar de la progresiva disminución de la prevalencia de fumadores en la población general, estudios clínicos han mostrado un aumento de la prevalencia de fumadores entre los pacientes psiquiátricos, existiendo una relación entre la intensidad del cuadro clínico y la gravedad de la dependencia al tabaco. En MEDLINE se registran 356 artículos científicos publicados entre 2001 y 2011 centrados en la relación entre el tabaquismo y la esquizofrenia. La Sociedad Psiquiátrica Europea emitió una declaración en 2009 reconociendo que ciertos trastornos psiquiátricos como la esquizofrenia, el trastorno bipolar y la depresión son factores de riesgo para padecer tabaquismo, entre otras patologías.
En un estudio realizado en el Reino Unido en 1993 se concluyó que el 31 % de la población general era fumadora, pero esta cifra se elevaba al 74 % de los pacientes con esquizofrenia u otros trastornos delirantes, el 69 % de quienes sufren psicosis afectiva y el 74 % de los pacientes con neurosis. Otro estudio realizado en 1986 en Estados Unidos obtuvo los siguientes resultados relativos a la extensión del tabaquismo en pacientes psiquiátricos: esquizofrenia, 88 %; manía, 70 %; depresión mayor, 49 %; trastornos de ansiedad, 47 %; trastorno de personalidad, 46 % y trastornos adaptativos, 45 %. Se han propuesto tres posibles causas básicas para esta relación: la hipótesis de la automedicación, según la cual la enfermedad surge en primer lugar y luego la persona se vuelve fumadora por los efectos beneficiosos de la nicotina en el tratamiento del cuadro principal; la hipótesis neuroquímica, según la cual el consumo crónico de productos que contienen nicotina altera la química del cerebro predisponiendo a padecer cuadros depresivos o maníacos y la hipótesis de la vulnerabilidad común, según la cual ninguna de las patologías predispone a la otra sino que existe un tercer factor, ya sea social o genético, que las predispone a ambas.
En el caso particular de la esquizofrenia, la alta prevalencia solo se puede explicar por motivos fisiopatológicos, sin descartar una predisposición genética. Además, esta relación es independiente de los factores socioculturales. Debido a esto, se ha sugerido que en familias con predisposición a esta enfermedad, se considere al tabaquismo como un marcador de riesgo para padecer la misma. El consumo de tabaco en este tipo de pacientes presenta tanto efectos positivos como negativos. Entre los positivos se pueden citar: mejora de los síntomas negativos, disminución de los efectos secundarios de los medicamentos y sentimiento de placer. Entre los negativos están que interfiere con las drogas utilizadas en el tratamiento y agrava la presentación del trastorno. Los hidrocarburos aromáticos policíclicos del humo del tabaco aumentan el metabolismo de la clozapina, la olanzapina y los antipsicóticos típicos. Entre los fumadores que padecen esquizofrenia o trastorno bipolar, la probabilidad de contraer una enfermedad coronaria es de 2 a 3 veces superior a la media, elevando la tasa de mortalidad y disminuyendo la esperanza de vida. Esta población es la que presenta menor tasa de éxito cuando intentan dejar de fumar (11 %), excepto quienes están bajo tratamiento con clozapina.

### Alcoholismo
Muchos fumadores empedernidos fuman mientras consumen bebidas alcohólicas debido a que el alcohol potencia los receptores nicotínicos de acetilcolina, que conducen a la resensibilización y, por tanto, generan adicción. Se ha estudiado hasta qué punto la dependencia a la nicotina es la causa de este hábito. No parece que la cantidad de nicotina en sangre es un factor significativo ya que el volumen de la calada se correlaciona pobremente con la frecuencia del consumo de cigarrillos.

### Otras drogas
El consumo de cocaína o anfetamina con cigarrillos puede dar lugar al hábito de fumar compulsivamente.

## Intervención sanitaria en tabaquismo
El consumo de tabaco es un problema de salud pública prioritario que como conducta adictiva, precisa de intervenciones basadas en el cambio de comportamiento y con una perspectiva de promoción de salud biopsicosocial. El abordaje del consumo de tabaco debe ser multidisciplinar. Cualquier profesional sanitario puede desarrollar un consejo efectivo en cualquier ámbito de actuación: atención primaria, hospitalaria, urgencias, odontología, fisioterapia. 
La cesación tabáquica puede ser abordada tanto en el ámbito público como en el ámbito privado. Existen clínicas privadas que trabajan con terapias CPAP y programas para dejar de fumar, entre otros abordajes.

### Modelo de las 5 A
El modelo de las 5 A (preguntar asses, aconsejar advise, evaluar agree, ayudar assist y organizar arrage) es una herramienta para ayudar a los médicos a preguntar a los pacientes sobre sus comportamientos de salud y, si se descubre que los pacientes están en riesgo, aconsejarles que modifiquen su comportamiento, evaluando su interés de hacerlo, ayudándoles en sus esfuerzos por cambiar y organizando un seguimiento adecuado.

## Terapéutica
Existen diversos tratamientos para el tabaquismo, incluyendo terapias cognitivo-conductuales, terapias de reemplazo de la nicotina, entre otras.

### Terapias de aversión
En ciertos casos, se pueden aplicar terapias de aversión para tratar el tabaquismo. El procedimiento implica que los sujetos fumen su marca habitual de cigarrillos de manera rápida y continua, inhalando una bocanada cada 6 segundos hasta que no se pueda seguir fumando. Esta técnica puede funcionar para los fumadores que no están habituadas a fumar tanto, induciéndolos dejar el hábito por completo.
No está claro qué tanto la aversión y los límites de tolerancia de los sujetos están determinados por la intoxicación con nicotina o por la irritación local de la boca y el tracto respiratorio. Se concluye que fumar rápidamente puede producir niveles excesivamente altos de nicotina y carboxihemoglobina en sangre y que esto constituye un riesgo. Según los datos disponibles en la actualidad, el nivel de riesgo es imposible de calcular en términos cuantitativos. 

### Terapias de reemplazo de nicotina
Las terapias de reemplazo de nicotina son formas aprobadas por la medicina para el consumo de nicotina en formulaciones que no usan tabaco. Se ayudan con la cesación tabáquica o para cesar el tabaco de mascar. Aumenta la posibilidad de dejar de fumar entre un 50% y un 70% y muchas veces, se combina con otras técnicas. También se utilizan terapias de reemplazo de nicotina para tratar colitis ulcerosa. Tipos de terapia de reemplazo de nicotina incluyen los parches de nicotina, chicles de nicotina, pastillas de nicotina y el uso de aerosoles o pulverizadores nasales e inhaladores y el uso de más de un tipo de terapia de reemplazo de nicotina al mismo tiempo puede aumentar la eficacia del tratamiento.
Los efectos secundarios comunes dependen de la formulación de la nicotina. Efectos secundarios comunes con el uso de chicles incluyen náusea, hipos e irritación de la boca. Efectos secundarios comunes con el parche incluyen irritación de la piel y una boca seca mientras con el inhalador una tos, moqueo nasal y dolor de cabeza. Riesgos serios incluyen envenenamiento por nicotina y adicción. Parece que no aumentan el riesgo de un ataque de corazón aunque existe la posibilidad de que los bebés de madres en terapia durante el embarazo sufran daños. Las terapias de reemplazo de nicotina funcionan para reducir las ansias causadas por la adicción a la nicotina.